# Ería. Revista cuatrimestral de Geografía
Ería es una revista cuatrimestral de geografía publicada desde 1980 por la Universidad de Oviedo. Editada por el Departamento de Geografía y las Ediciones de la Universidad de Oviedo, está indexada en catálogos como REBIUN, Latindex y e-Dialnet. La revista se publica tanto en formato impreso (ISSN 0211-0563) como electrónico (ISSN 2660-7018) y emplea un sistema de revisión por pares para garantizar la calidad académica de sus artículos.
Fue fundada en 1980 por el profesor Francisco Quirós Linares. El nombre ería hace referencia a un conjunto de tierras de labor de propiedad individual, agrupadas bajo una cerca colectiva, simbolizando la unión de la labor individual de los investigadores en un marco de referencia colectivo. 
Aborda principalmente las temáticas de geografía humana, regional y física. También ha dedicado especial atención a la geografía histórica, la cartografía y la fotografía aérea.